# Dinner with Gershwin
Dinner with Gershwin is een nummer van de Amerikaanse zangeres Donna Summer uit 1987. Het is de eerste single van haar dertiende studioalbum All Systems Go.
In de jaren '80 nam het succes voor Summer wat af. "Dinner with Gershwin" moest de grote comeback voor de zangeres betekenen, maar dat viel ietwat tegen. Hoewel de single het in het Verenigd Koninkrijk wel aardig deed, bereikte het in de Amerikaanse Billboard Hot 100 slechts de 48e positie. Ook in Nederland werd het nummer een bescheiden hitje; met een 34e positie in de Nederlandse Top 40.